# والتر إيمبسون
والتر إيمبسون (بالإنجليزية: Walter Empson)‏ هو مدرس نيوزيلندي، ولد في 19 فبراير 1856، وتوفي في 14 يونيو 1934.